# Louis W. Cappelli
Louis W. Cappelli (* 14. April 1894 in Providence, Rhode Island; † 29. Juli 1966 ebenda) war ein US-amerikanischer Politiker. Zwischen 1941 und 1944 war er Vizegouverneur des Bundesstaates Rhode Island.

## Werdegang
Louis Cappelli besuchte die Brown University. Nach einem anschließenden Jurastudium an der Yale University wurde er als Rechtsanwalt zugelassen. Während des Ersten Weltkrieges wurde er zwischen 1917 und 1919 als Soldat der US Army in Europa eingesetzt. Politisch wurde er Mitglied der Demokratischen Partei. 1930 kandidierte er erfolglos für das Amt des Secretary of State von Rhode Island. Zwei Jahre später wurde er dann doch in dieses Amt gewählt, das er nach zwei Wiederwahlen bis 1939 ausübte. 1938 wurde er nicht erneut bestätigt. Im Jahr 1940 war er Ersatzdelegierter zur Democratic National Convention, auf der Franklin D. Roosevelt zum dritten Mal für das Präsidentenamt nominiert wurde.
1940 wurde Cappelli an der Seite von J. Howard McGrath zum Vizegouverneur von Rhode Island gewählt. Dieses Amt bekleidete er zwischen 1941 und 1944. Dabei war er Stellvertreter des Gouverneurs und Vorsitzender des Staatssenats. Am 12. April 1944 wurde er zum Richter am Rhode Island Superior Court ernannt. Dort verblieb er bis zu seinem Todesjahr 1966. Seit 1959 hatte er den Vorsitz dieses Gerichtes inne. Louis Cappelli starb am 29. Juli 1966 in seiner Heimatstadt Providence.